# Art Pepper
Art Pepper, rodným jménem Arthur Edward Pepper, Jr. (1. září 1925 – 15. června 1982) byl americký jazzový altsaxofonista, tenorsaxofonista, klarinetista a hudební skladatel. Spolupracoval s mnoha hudebníky, mezi které patří například Paul Desmond, Chet Baker, Stan Kenton, Shorty Rogers a další.

## Život
Narodil se roku 1925 ve městě Gardena v Kalifornii. Jeho matkou byla čtrnáctiletá uprchlice a otcem námořník. Dětství prožil u babičky ze strany otce a brzy projevil zájem o hudbu. Ve svých devíti letech začal hrát na klarinet a ve třinácti pak přešel k saxofonu. Profesionálně začal hrát ve svých sedmnácti letech, hrál například s Bennym Carterem a Stanem Kentonem. Roku 1943 odešel do armády a po návratu opět spolupracoval s Kentonem. Později nahrál velké množství vlastních alb a spolupracoval s mnoha dalšími hudebníky. Kvůli své závislosti na drogách strávil několik let ve vězení, kam se několikrát vrátil. V polovině sedmdesátých let podstoupil léčbu metadonem. Zemřel na mrtvici ve věku 56 let.